# Universidade Federal do Acre

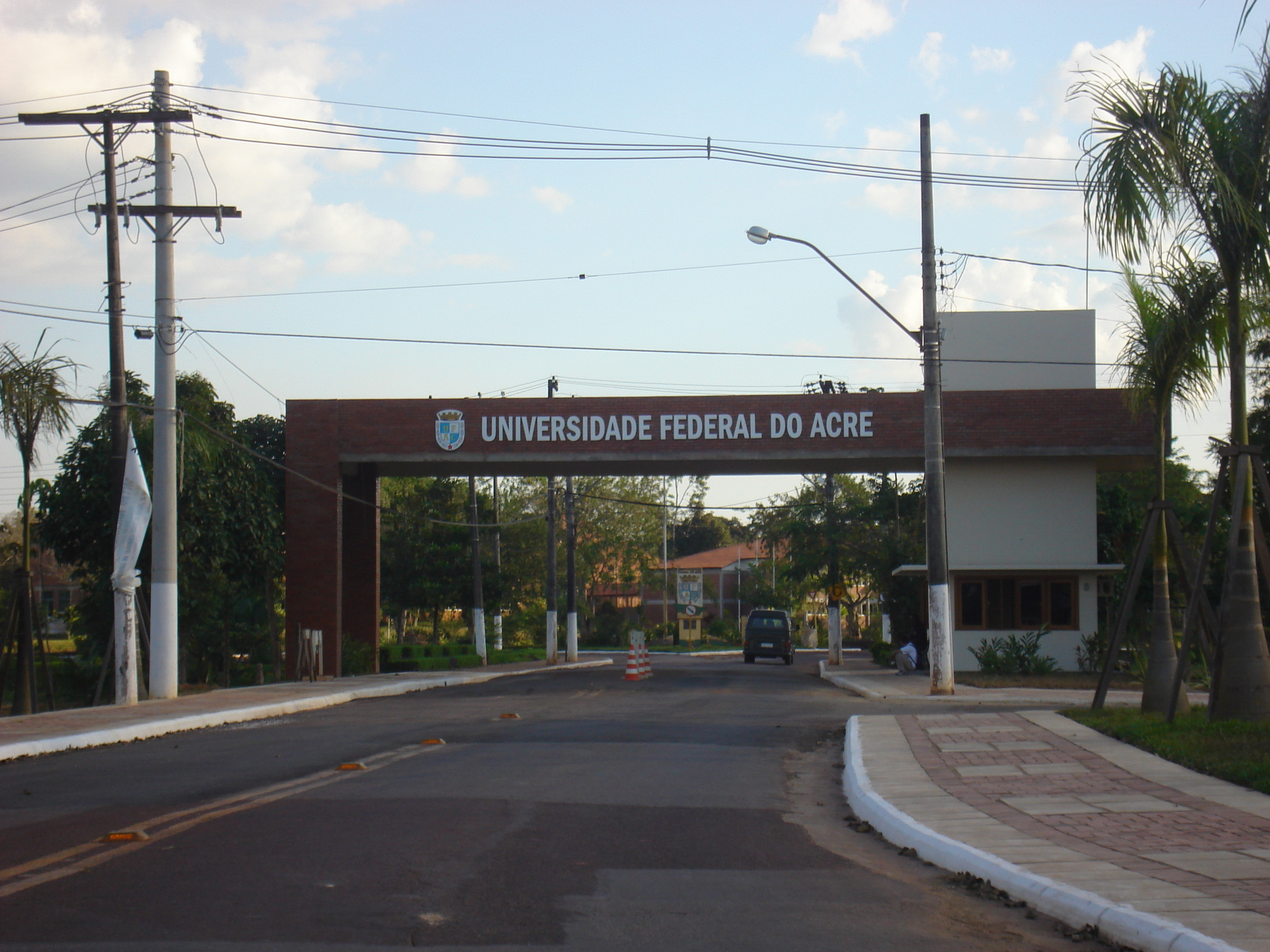

Die Universidade Federal do Acre (abgekürzt UFAC; deutsch Bundesuniversität von Acre) ist eine bundesstaatliche Universität im Bundesstaat Acre, Brasilien. Sie wurde am 25. März 1964 gegründet, der Hauptcampus befindet sich in Rio Branco. Die UFAC unterhält weitere Campi in den Städten Cruzeiro do Sul und Brasiléia.

## Geschichte
Am 25. März 1964 wurde die Rechtsfakultät (Faculdade de Direito) gegründet und 1968 eine Wirtschaftswissenschaftliche Fakultät (Faculdade de Ciências Econômicas). Kurse in Literatur, Pädagogik, Mathematik und Sozialstudien folgten 1970. Sie bildeten das Universitätszentrum Acre.
Am 22. Januar 1971 wurde die Bundesuniversität von Acre in Trägerschaft der Republik Brasilien gegründet. Die Föderalisierung der Bundesuniversität sollte am 5. April 1974 konkret werden.

## Lehre
Aufbauend auf ihrem breiten Fächerspektrum bietet die Universität eine Vielzahl an grundständigen, Aufbau- und Weiterbildungsstudiengängen, die im Internetangebot der Universität detailliert dargestellt sind.
Die Bundesuniversität bietet an ihren Standorten Bachelor-, Spezialisierungs-, Master- und Doktorandenkurse an. Der Unterricht kann in einem Präsenz- oder Fernformat stattfinden, was den Studenten Flexibilität bietet.

## Bekannte Alumni
- Marina Silva (* 1958), Umweltschützerin und Politikerin[4]
- Mailza Gomes (* 1976), Senatorin

## Publikationen
- Ufac em Números 2018. Rio Branco 2019.